# Neal Bascomb
Neal Bascomb (Denver, Colorado, 1971. április 1. –) amerikai újságíró és író. Alapdiplomáját a Miami Egyetemen szerezte közgazdaságtanból és angol irodalomból. Diplomája megszerzése után újságíróként dolgozott Londonban, Párizsban és Dublinban. A St. Martin's Press szerkesztőjeként dolgozott, és 2000-ben elkezdett könyveket írni teljes munkaidőben. Könyvei számos bestseller listára felkerültek, filmet készítettek belőlük, és több mint 15 országban megjelentek. Közreműködött a New York Times-szal, a Wall Street Journallal és a Los Angeles Times-szal.
Jelenleg Philadelphiában él.

## Könyvei
Első könyvét 2004-ben írta Higher: A Historic Race to the Sky and the Making of a City címmel, amely a Chrysler Building, az Empire State Building és a Wall Street 40. közötti versenyt írja le a világ legmagasabb épületének címéért a viharos húszas években. Ezért a munkájáért a legjobb új íróvá választották.
Második művét rá egy évre, 2005-ben írta meg The Perfect Mile: Three Athletes, One Goal, and Less Than Four Minutes to Achieve It címmel, amely Roger Bannister, Wes Santee és John Landy történetét meséli el, hogyan küzdöttek azért, hogy ők legyenek az első futók, akik megtörik a négy perces mérföldet. A művet a New York Times bestsellerré nyilvánította.
Harmadik könyvét 2007-ben írta Red Mutiny: Eleven Fateful Days on the Battleship Potemkin címmel, amely a Patyomkin páncélos felkelés eseményeinek részleteit mutatja be. Ezért a művéért az Egyesült Államok tengerészeti irodalmi díjjal jutalmazta.
Negyedik művét 2009-ben írta, a Hunting Eichmann: How a Band of Survivors and a Young Spy Agency Chased Down the World's Most Notorious Nazi, amely magyarul is megjelent Vadászat Eichmannra címmel. Ez a könyv Adolf Eichmann keresését és elfogását mutatja be testközelből és rendkívül részletesen. A mű nemzeti bestsellerré vált.
Legutóbbi könyvét 2011-ben írta meg The New Cool: A Visionary Teacher, His FIRST Robotics Team, and the Ultimate Battle of Smarts címmel, amelyben bemutatja, hogy hogyan követte figyelemmel az első robot csoportot a Dos Pueblos Középiskolában, és részletezi élményeit. A műből filmet rendezett Scott Rudin.

## Magyarul
- Vadászat Eichmannra; ford. Varga Benjámin; Park, Bp., 2012